# ころがし屋のプン
『ころがし屋のプン』は、5分間の日本のストップモーション・アニメーション。NHK教育テレビジョンのプチプチ・アニメの20周年記念企画として2016年3月21日に同枠で放送された。また、2018年3月23日に新作が放送された。
丸いものを見ると転がさずにはいられない、生粋の「ころがし屋」であるフンコロガシ、プンの姿をコミカルに描く。

## スタッフ
- 監督 - 三池崇史[3][4]
- アニメーション - 稲積君将[3][4]
- 音楽 - 遠藤浩二[3][4]
- 著作 - 三池崇史、NHK、NHKエンタープライズ[3]

## キャスト
- プン - 三池崇史[4]
- ハムスター - 小桜エツコ[4]
- スズムシ - 豊永利行[4]
- ホタル - 千菅春香[4]
- カタツムリ - 飯島肇（第2話）
- テントウムシ - 渡部優衣（第2話）

## 各話リスト
| 話数 | サブタイトル           | 初回放送日    |
| ---- | ---------------------- | ------------- |
| 1    | ころがし屋のプン       | 2016年3月21日 |
| 2    | カタツムリとげんとうき | 2018年3月23日 |